# 摩洛哥—西班牙關係

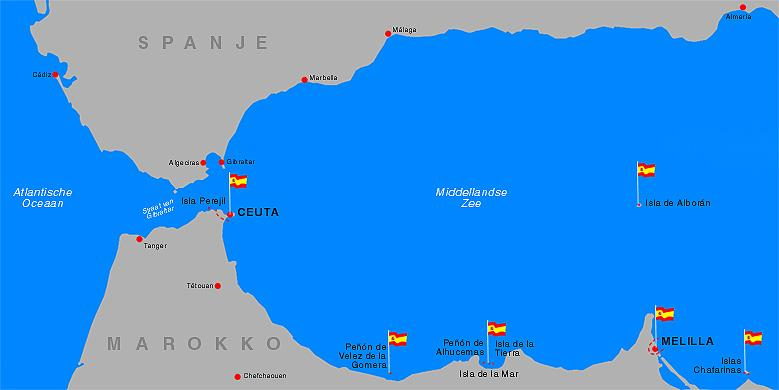
摩洛哥宣称對西班牙在北非海岸所控制的飞地和岛屿擁有主權

摩洛哥－西班牙關係是指非洲國家摩洛哥與西班牙之間的關係。 兩國關係因領土糾紛和西撒哈拉問題而有所不穩。在15世紀前兩國也是安達盧斯組成部分。
非洲地中海沿岸的三个领土飞地（休达、戈梅拉岛和梅利利亚）以及一些较小的岛屿由西班牙實際控制。除休达和梅利利亚外，其他領土都被统称为西属主权地，摩洛哥声称对上述所有领土拥有主权。
1999年穆罕默德六世登上摩洛哥王位后，双方的关系有所恶化。特别是2001年歐盟和摩洛哥之间未能达成渔业协议，使得當時西班牙首相何塞·玛丽亚·阿斯纳尔和穆罕默德六世之间本已复杂的关系进一步恶化。
2001年10月，在西班牙的亲波利萨里奥阵线团体就西撒哈拉的前途进行了模拟公投后，摩洛哥宣佈从马德里召回其駐西班牙大使。
2002年7月6日，西班牙在胡塞马群岛的军事行动被摩洛哥視為侵略。

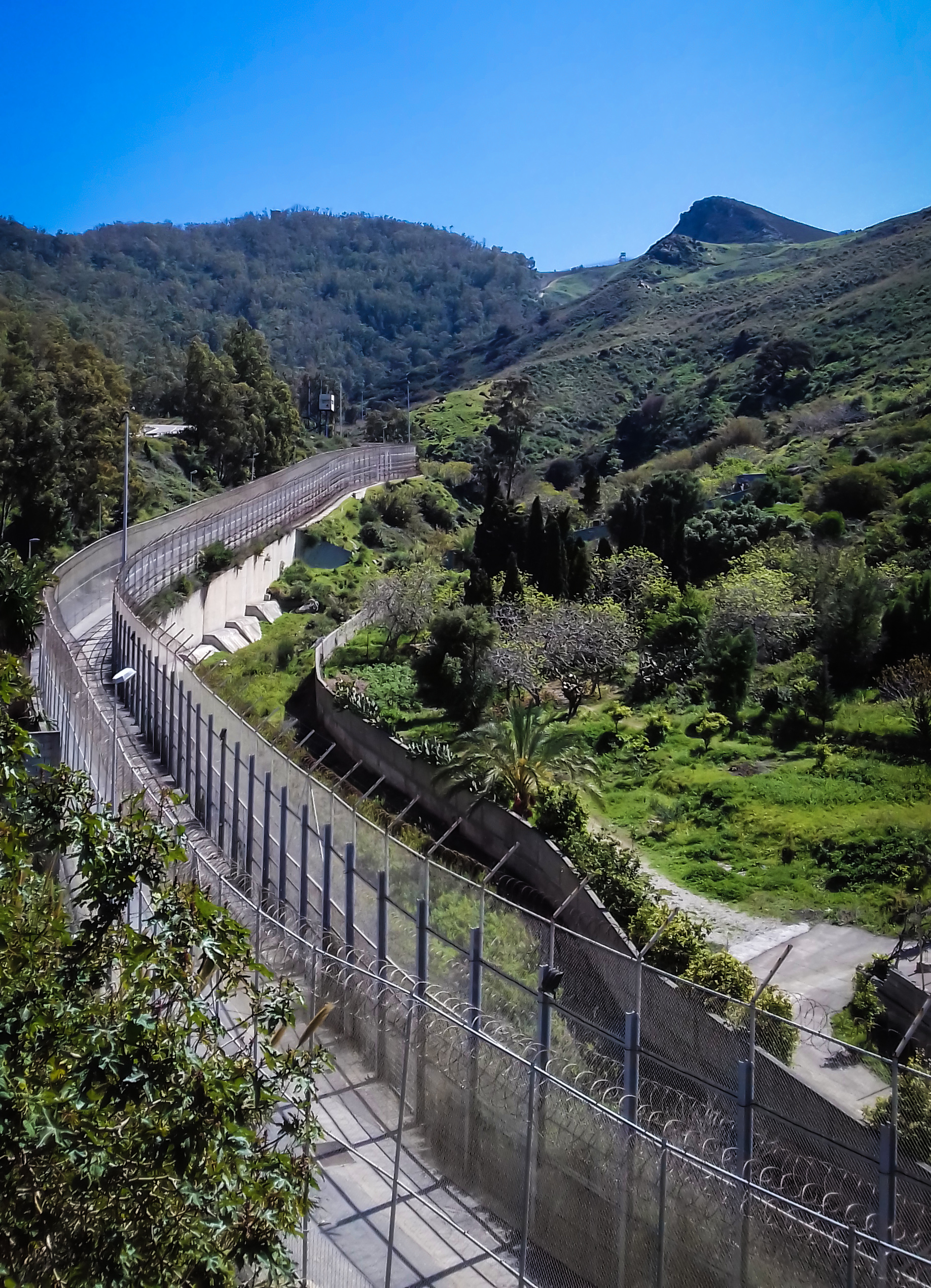
休达和摩洛哥之间的篱笆

2002年7月11日，佩雷吉尔岛危机爆发。摩洛哥皇家海軍士兵占领了北非海岸外无人居住的佩雷希爾島。6天后，西班牙发起了 "罗密欧-塞拉行动"，西班牙军队的28名特别行动小组成员驱逐了当时在岛上的6名摩洛哥士兵並控制了该岛。兩國外交关系直到2003年1月才得以恢复。那年7月，摩洛哥抱怨西班牙在担任联合国安全理事会轮值主席期間在西撒哈拉问题上沒有恪守中立。10月，西班牙因佩雷吉尔危机而暂停向摩洛哥出售武器。西班牙首相何塞·路易斯·罗德里格斯·萨帕特罗于2004年4月访问了摩洛哥，西班牙国王胡安·卡洛斯一世于2005年1月访问摩洛哥。在这两次访问中，兩國發表联合声明呼吁通过谈判解决西撒哈拉问题。然而西班牙首相于2006年1月以及西班牙國王君主于2007年11月对休达和梅利利亚的访问再次使两国关系出現倒退。
雖然兩國存在领土争端，但在反恐、禁毒和阻止非法移民方面兩國也有所合作。摩洛哥曾协助西班牙当局调查2004年發生的馬德里三一一連環爆炸案。摩洛哥宪兵與西班牙巡逻队一起在直布羅陀海峽打击非法移民。
2018年7月31日至8月1日，摩洛哥关闭了梅利利亚附近的贝尼安萨尔海关。
2020年12月21日，摩洛哥首相萨阿德丁·奥斯曼尼發表申明，表示休达和梅利利亚与西撒哈拉一样是摩洛哥人的领土。西班牙外交国务秘书克里斯蒂娜·加拉赫紧急召见摩洛哥驻西班牙大使卡里玛·本耶希（Karima Benyaich），表示西班牙希望所有合作伙伴尊重該國的国家主权與领土完整，并要求其对萨阿德丁·奥斯曼尼的言論作出解释。
2021年，在阿拉伯撒哈拉民主共和国总统卜拉欣·加利被西班牙當局允许前往西班牙接受2019冠状病毒病治疗之后，同年4月30日，摩洛哥宣佈给予加泰羅尼亞獨立運動政治家卡萊斯·普吉德蒙庇护。5月中旬，5000多名摩洛哥非法移民涌入休达。西班牙媒体指責是摩洛哥故意放縱非法移民以報復西班牙。
2022年4月，在西班牙首相佩德羅·桑切斯表示支持摩洛哥政府提出的“西撒哈拉自治计划”后，两国关系转圜。